# Sistema pratico degli ingegneri
Il Sistema pratico degli ingegneri, o sistema tecnico (abbreviato come "S.T.") usa come grandezze fondamentali la lunghezza, la forza, il tempo e la temperatura. 
Nacque dal tentativo di declinare in campo tecnico il sistema metrico decimale, sostituendo i diversi sistemi di misura tecnici regionali precedenti all'unità d'Italia, che avevano una origine pratica, come tutti i sistemi tecnici tradizionali. Sta attualmente venendo progressivamente sostituito dal Sistema Internazionale, che rappresenta un sistema ancora vivo e in evoluzione.

## Descrizione
Il sistema tecnico italiano ha derivato all'occorrenza unità di misura dal sistema metrico decimale, per sostituire delle unità pratiche locali corrispondenti. Nelle unità metriche i calcoli risultano alleggeriti da molti fattori di conversione che affliggono i calcoli nelle unità tecniche locali. 
In Italia, gran parte delle unità tecniche vengono quindi fortunatamente dal sistema metrico decimale, risalente alla rivoluzione francese, mentre per esempio negli Stati Uniti purtroppo il sistema tecnico adottato è un insieme di unità consuetudinarie, rimaste molto simili a quelle del vecchio sistema imperiale britannico, precedente all'approccio illuministico della rivoluzione francese. Di fatto anzi, le unità consuete statunitensi sono sostanzialmente simili ad unità romane o germaniche con complessi fattori di conversione.  
Il limite di un sistema tecnico sta infatti nella diversità delle convenzioni usate.
In Italia e in altri Paesi dell'Unione europea, il sistema tecnico è comunque fortunatamente basato sul sistema decimale: impiega il metro o il centimetro come unità di lunghezza, il chilogrammo-forza o chilogrammo-peso come unità di forza, e la caloria come unità di misura del calore.
Il S.T. è stato usato fino al secondo dopoguerra dagli ingegneri e dai tecnici in edilizia, meccanica e impianti termici. Era spesso incompleto, poiché riferito alle sole grandezze meccaniche e termiche, mancando ad esempio le unità per la misura per le applicazioni elettriche.
Le norme tecniche per l'esecuzione delle opere in acciaio e cemento armato, emanate periodicamente dal ministero italiano dei Lavori Pubblici, costituiscono un interessante osservatorio sulla progressiva sostituzione del Sistema Tecnico con il Sistema Internazionale. Fino ai primi anni '80 del ventesimo secolo furono infatti formulate esclusivamente mediante le unità del Sistema Tecnico. Dal 1985 al 1992 utilizzarono quelle del Sistema Internazionale, riportando comunque, mediante opportuni artifici tipografici (parentesi, corsivi), l'esposizione dei contenuti anche nelle unità del Sistema Tecnico. Le prime Norme Tecniche formulate solo mediante le unità del Sistema Internazionale furono quelle emanate con il D.M. 9 gennaio 1996. Da allora, pur con qualche resistenza, gli ingegneri e architetti italiani utilizzano (o dovrebbero utilizzare) esclusivamente unità del Sistema Internazionale.

## Unità base
Non essendo stato formalmente definito da un organismo di regolamentazione, il sistema tecnico corrente non definisce le unità, ma prende le definizioni di organizzazioni internazionali, in particolare la Conferenza Generale dei Pesi e delle Misure (CGPM). Ci possono essere variazioni a seconda tempo, luogo e le esigenze di una particolare area. Tuttavia, vi è un notevole accordo nel considerare come fondamentali il metro, il chilogrammo-forza e secondo.

### Lunghezza
Come unità di lunghezza viene impiegato normalmente il metro ma, quando risulta poco pratico poiché troppo grande, si ripiega sul centimetro. La definizione è quella data dal CGPM.

### Forza
L'unità di forza è il chilogrammo-forza o chilogrammo-peso (símboli kgf o kgp e kp, dall'inglese kilopond), definito come il peso di una massa di 1 kg (SI) in condizioni di gravità normale (g = 9,80665 m/s² alla latitudine di 45° e al livello del mare), perciò è indipendente dal valore della gravità locale.
La norma ISO 80000 nell'appendice C, dove riporta le equivalenze con le unità deprecate, definisce 1 kgf = 9,80665 N, e afferma che se si usa il chilogrammo peso o forza il simbolo deve essere distinguibile da quello che indica la massa di 1 kg.

### Tempo
L'unità di misura del tempo è il secondo, simbolo s, medesima definizione del S.I. Comunque vi si affiancano anche minuti (= 60 s, simbolo min) ed ore (= 60 min, simbolo h) secondo le necessità.

### Temperatura
L'unità di misura della temperatura preferita è il grado Celsius (simbolo °C), mentre nel sistema internazionale (S.I.) l'unità di misura della temperatura è il Kelvin (simbolo K). Lo zero della scala Kelvin corrisponde a -273,15 °C e si chiama zero assoluto. Esso corrisponde alla temperatura alla quale teoricamente si dovrebbe annullare l'agitazione termica delle particelle costituenti la materia.

## Unità derivate
Le altre unità del sistema tecnico (velocità, massa, lavoro etc.) si derivano dalle precedenti mediante leggi fisiche, in tal caso si parla di unità derivate.

### Massa
L'unità di massa deriva dalla 2ª legge di Newton, siccome Forza = Massa × Accelerazione, un'unità tecnica di massa, indicata come UTM o u.t.m., è definita come la massa che accelera di 1 m/s2 quando le viene applicata una forza di 1 chilogrammo-forza, siccome {\textstyle [{\text{M}}]={\frac {[{\text{F}}]}{[{\text{L}}]\cdot \left[{\text{T}}\right]^{-2}}}}  allora:
- 1 UTM = 1 {\textstyle {\frac {{\text{kg}}_{\text{f}}}{{\text{m/}}{\text{s}}^{2}}}}  = 9,80665 kg
- e quindi 1 kg ≈ 0,102 UTM.

Nei paesi di lingua inglese è indicata anche come hyl o metric slug (mug), mentre nei paesi di lingua tedesca è anche nota come TME.

### Energia e lavoro
Energia meccanica
Il lavoro e l'energia meccanica si misurano con il chilogrammetro (simbolo kgm), cioè il chilogrammo-forza per metro. Un chilogrammetro è il lavoro necessario per applicare una forza di un chilogrammo-peso per uno spostamento di un metro nella stessa direzione della forza. In pratica corrisponde al lavoro necessario a sollevare di un metro un corpo che pesa un chilogrammo-peso: 1 kgm = 1 kgf × 1 m . Tale distinzione non è più ritenuta necessaria dal CGPM e il chilogrammetro non è più adoperato.
Calore
Nel sistema tecnico il calore è trattato come una grandezza indipendente dall'energia meccanica e quindi si utilizza un'unità apposita. L'unità di misura usata è la caloria (simbolo cal), ma quando risulta poco pratica, poiché troppo piccola si preferisce la più comoda chilocaloria (simbolo kcal). Se è necessario indicare una quantità di calore ancora più grande si usa la termia (simbolo th) pari a un milione di calorie che di fatto coincide con la megacaloria (simbolo Mcal).

### Potenza
Per la potenza si usano 2 diverse unità, a seconda del campo di applicazione distinguendo tra potenza meccanica e calorifica.
Potenza meccanica
Si usa il cavallo vapore (simbolo CV): 1 CV =  75 kgm/s = (75·g) W = 735,49875 W
Potenza calorifica
Si utilizza la caloria all'ora (cal/h) o, più frequentemente, la chilocaloria all'ora (kcal/h): 1 kcal/h = 1000 cal/h = 1,1630556 W
Anche la termia all'ora (th/h), essendo la termia pari a 1 Mcal, allora: 1 th/h = 1 Mcal/h = 1,1630556 kW.

### Pressione e sforzo
La pressione veniva solitamente espressa in atmosfere tecniche, ovvero in at=kgf/cm2 (kilogrammo-forza al centimetro quadrato). Successivamente si passò al bar, perché è un multiplo in base dieci del Pascal: questo elimina alcuni errori nella conversione. La conversione corrisponde al valore di accelerazione di gravità standard nel SI (gn = 9,80665 m·s-2):
1 at = 1 kgf/cm2 = 0.980665 bar
Negli impianti idrici e di irrigazione era molto usato anche il metro di colonna d'acqua (mca o mH2O) ovvero la pressione esercitata alla base di una colonna d'acqua alta 1 metro, a tale unità si affianca il sottomultiplo millimetro di colonna d'acqua (mm c.a. o mmH2O) associato in genere alle perdite di carico:
- 1 mH2O = 0,1 kgf/cm2 = 0,1 at = 9806,65 Pa;
- 1 at = 10 mH2O;
- 1 mmH2O = {\textstyle {\frac {1}{1000}}} mH2O = 9,80665 Pa;
- la pressione atmosferica normale (1 atm) risulta pari a 10,33 mH2O = 1,033 at;

Esistono due scale di misura che utilizzano l'atmosfera tecnica:
- la scala assoluta chiamata atmosfera tecnica assoluta (abbreviato in ata), che fissa lo zero alla pressione nel vuoto;
- la scala relativa chiamata atmosfera tecnica effettiva (abbreviato in ate), che fissa lo zero al valore di pressione atmosferica normale.

In altri campi tecnici si utilizza il millimetro di mercurio detto anche torricelli (simboli mmHg e torr, rispettivamente) che corrisponde alla pressione alla base di una colonna di mercurio alta 1 mm: 1 torr =  13,595 mmH2O = 133,3 Pa.
Nel campo della meccanica dei corpi le tensioni interne e i moduli di elasticità venivano misurate in kgf/mm2, di ciò rimane un residuo nella definizione della durezza Vickers e Brinell i cui valori corrispondono formalmente a tale unità; risulta che 1 kgf/mm2 = 9,806 65 N/mm2 = 9,806 65 MPa circa 10 MPa, allo stesso modo una tonnellata-forza al millimetro quadrato (tf/mm2) corrisponde a 9,806 65 GPa. Ad esempio il modulo di elasticità a trazione dell'acciaio nel S.T. è pari a 21 000 kgf/mm2= 21 tf/mm2 ovvero circa 206 GPa.

## Uso
Fino a che il S.I. non è stato adottato, il sistema tecnico si è sviluppato dalla necessità di avere unità adeguate ai fenomeni ordinari (unità pratiche) a differenza del sistema centesimale imperante nella fisica teorica (unità assolute).
Il sistema tecnico di unità è stato usato principalmente in ingegneria. Anche se ancora usato occasionalmente, attualmente è caduto in disuso dopo l'adozione del sistema Internazionale di unità come unico sistema legale di unità in quasi tutte le nazioni.

## Massa o peso?
Nel linguaggio comune spesso i concetti di massa e peso vengono confusi, ma si tratta di concetti fisici diversi. La massa è una proprietà del corpo che esprime il coefficiente di proporzionalità tra la forza applicata e l'accelerazione subita, indipendentemente dal contesto di misura. La massa si misura con il chilogrammo-massa (indicato in questa sede kgm per sottolineare che si tratta di una misura di massa) così come definito nel S.I.
Il peso è una grandezza che misura la forza con cui un corpo è attratto da un altro corpo di riferimento, la Terra ad esempio, e dipende strettamente dal valore locale dell'accelerazione di gravità. Ad esempio, sulla Terra una persona ha un peso diverso da quello che avrebbe sulla Luna, peserebbe all'incirca ⅙ poiché il valore locale di accelerazione gravitazionale è circa ⅙ di quello terrestre.
Ciò che contribuisce ad alimentare la confusione è che nella vita di tutti i giorni massa e peso vengono misurati in chilogrammi. In realtà quando si esprime il peso in chilogrammi si fa riferimento al chilogrammo-peso (kgp) cioè la forza che la Terra esercita su una massa di un chilogrammo. Quindi una persona che ha una massa di 78 kgm pesa sulla Terra 78 kgp (≈ 76,5 daN) e sulla Luna 13 kgp (= ⅙·78, circa 12,7 daN) pur essendo la sua massa invariata (sempre 78 kgm).